# Gustav Kohn
Gustav Kohn (Rychnov nad Kněžnou, 22 de maio de 1859 – Viena, 15 de dezembro de 1921) foi um matemático austríaco.
Kohn estudou matemática e física de 1877 a 1883 em Viena, aluno de Leo Königsberger e Emil Weyr, em Berlim em 1882/1883, aluno de Karl Weierstrass, e em Estrasburgo. Obteve um doutorado em 881 em Viena, onde após a habilitação foi professor assistente em 1884 e a partir de 1894 professor associado. Na Encyklopädie der mathematischen Wissenschaften escreveu o artigo Ebene Kurven dritter und vierter Ordnung. Em 1919 foi eleito membro da Academia Leopoldina.